# Gabriel von Liebenroth
Karl Sigismund Wilhelm Gabriel von Liebenroth (* 10. Oktober 1772 in Köslin; † 30. Dezember 1857 in Breslau) war ein preußischer Generalleutnant.

## Leben

### Herkunft
Er war der Sohn von Karl Wilhelm Fürchtegott von Liebenroth (1735–1785) und dessen Ehefrau Charlotte Sophie, geborene Leupold (1752–1802). Sein Bruder Christian Rudolf von Liebenroth († 1794) war preußischer Oberst und Chef des gleichnamigen Füsilierbataillons.

### Militärkarriere
Liebenroth besuchte ab 1. Oktober 1780 das Kulmer Kadettenhaus und wechselte am 13. September 1786 an das Berliner Kadettenhaus. Am 5. April 1790 kam er an die Ingenieurakademie in Potsdam. Liebenroth nahm am Ersten Koalitionskrieg teil und wurde am 14. März 1794 Leutnant im Ingenieurskorps. Mitte Juni 1795 folgte seine Versetzung auf die Festung Neiße. Im Vierten Koalitionskrieg kämpfte er bei der Belagerung von Glogau. Am 30. November 1808 wurde er zum Ingenieuroffizier vom Platz in Neiße ernannt. Am 13. Februar 1810 wurde er zum Premierleutnant befördert sowie am 25. Mai 1810 als Assistent in die 3. Division des Allgemeinen Kriegsdepartements versetzt. In dieser Eigenschaft beförderte man Liebenroth am 26. November 1810 zum Stabskapitän.
Am 5. Juli 1811 wurde er Assessor bei der 3. Division des Allgemeinen Kriegsdepartements. Von dort wurde er am 4. August 1812 als Lehrer für Fortifikation an die Kriegsschule nach Breslau versetzt, kam am 6. März 1813 zu General Scharnhorst im Generalstab und wurde avancierte Mitte März 1813 zum Kapitän. Während der Befreiungskriege kämpfte Liebenroth in den Schlachten bei Bautzen, an der Katzbach, Arcis-sur-Aube, La-Fere-Champonoise sowie in den Gefechten bei Löwenberg und Goldberg. Für Katzbach erhielt er das Eiserne Kreuz II. Klasse. Am 23. April 1814 wurde Liebenroth Major und wieder Mitglied der 3. Division des Allgemeinen Kriegsdepartemants, am 5. Januar 1817 wurde er auch Mitglied der Militär-Studienkommission. Dazu erhielt er am 18. Januar 1819 ein Geschenk von 300 Talern. Anschließend wurde Liebenroth am 23. Januar 1819 in die 1. Ingenieur-Brigade versetzt. Am 30. März 1824 stieg er zum Oberstleutnant auf und am 30. März 1829 wurde er Oberst. Am 12. Mai 1832 wurde er dann zum Inspekteur der 2. Ingenieur-Inspektion ernannt. Am 30. September 1835 erhielt er den russischen Orden des Heiligen Wladimir und am 30. März 1836 wurde er zum Generalmajor befördert. In dieser Eigenschaft erhielt Liebenroth anlässlich des Ordensfest im Januar 1838 den Roten Adlerorden II. Klasse mit Eichenlaub. Zu seinem Abschied mit Pension am 18. März 1841 wurde Liebenroth der Charakter eines Generalleutnants verliehen. Am 22. Februar 1843 erhielt er den Stern zum Roten Adlerorden II. Klasse. Er starb am 30. Dezember 1857 in Breslau.

### Familie
Liebenroth heiratete am 28. Oktober 1807 in Cosel Charlotte Ernestine von Buchwitz (1790–1809), eine Tochter des Majors Karl Friedrich von Buchwitz aus dem Haus Gotternitz. Nach ihrem frühen Tod heiratete er am 13. April 1812 in Breslau ihre Schwester Helene von Buchwitz (1792–1859). Das Paar hatte mehrere Kinder:
- Karoline (1813–1892) ⚭ 1840 Adolf Friedrich Stenzler (1807–1887), Professor an der Universität Breslau
- Hermann (1815–1816)
- Karl (1817–1907), preußischer Oberst a. D. und Direktor des Kadettenhauses in Bensberg[1] ⚭ 1853 Marie von Chappuis (1828–1900), Tochter des Generalmajors Wilhelm von Chappuis
- Adolf (1819–1899), preußischer Leutnant ⚭ 1861 Leonora Maria Howard (1839–1894)
- Helene (* 1821)
- Elisabeth (* 1826)